# Yehudah Leopold Werner
Pour l’article homonyme, voir Werner.
Yehudah L. Werner est un herpétologiste israélien d’origine allemande, né 1931 à Munich. Il est professeur émérite à l’université hébraïque de Jérusalem au sein du département de l'évolution, de systématique et d'écologie.

## Biographie
Ses parents et lui doivent fuir l’Allemagne national-socialiste et émigrer en Palestine mandataire en 1935. Werner devient un élève de Georg Haas (1905-1981), un herpétologiste et un paléontologue autrichien émigré, professeur à Jérusalem.
Werner est l’auteur de plus de 400 publications scientifiques, notamment sur la biologie des geckos et sur la zoogéographie et la protection des reptiles et des amphibiens du Proche-Orient. En outre, il a décrit ou redécrit un nombre de taxons d’amphibiens et de reptiles (seul ou avec d'autres auteurs) :
- Hyla heinzsteinitzi Grach, Plesser & Werner, 2007[2] (cette éspece est un synonyme de Hyla japonica[3])
- Acanthodactylus ahmaddisii Werner, 2004[4] (Lacertidae)
- Acanthodactylus beershebensis Moravec, Baha El Din, Seligmann, Sivan & Werner, 1999[5] (Lacertidae)
- Acanthodactylus pardalis (Lichtenstein, 1823) Moravec, Baha El Din, Seligmann, Sivan & Werner, 1999[5] (Lacertidae)
- Asaccus nasrullahi Werner, 2006[6]
- Cerastes cerastes Werner, Sivan, Kushnir & Motro 1999[7]
- Cerastes cerastes hoofieni Werner & Sivan, 1999[7]
- Cerastes gasperettii Werner, 1987
- Cerastes gasperettii Werner, Le Verdier, Rosenman & Sivan, 1991[8]
- Cerastes gasperettii mendelssohni Werner & Sivan, 1999[7]
- Eirenis coronella ibrahimi Sivan & Werner, 2003[9] (Colubrinae)
- Eirenis coronelloides Sivan & Werner, 2003[9] (Colubrinae)
- Laudakia stellio salehi Werner, 2006[10]
- Mesalina bahaeldini Segoli, Cohen & Werner, 2002[11] (Lacertidae)
- Micrelaps tchernovi Werner, Babocsay, Carmely & Thuna, 2006[12] (Atractaspididae)
- Ptyodactylus hasselquistii krameri Werner, 1995[13]

Attention : les noms de taxons herpétologiques suivis du nom d’auteur « Werner » (d'une période allant des années 1893 à 1938) sont le fait du zoologiste autrichien Franz Werner (1867-1939).

## Sources
1. ↑  Adler, K. (1989): Contributions to the History of Herpetology. - Society for the study of amphibians and reptiles: 202 p.  (ISBN 0-916984-19-2)
2. ↑  Grach, C., Plesser, Y. & Y. L. Werner (2007): A new, sibling, tree frog from Jerusalem (Amphibia: Anura: Hylidae). - Journal of Natural History 41 (9-12): p. 709-728.
3. ↑  [Stöck et al., 2008] (en) Matthias Stöck, Sylvain Dubey, Cornelya KlütschDubey, Spartak N. Litvinchuk, Ulrich Scheidt et Nicolas Perrin, « Mitochondrial and nuclear phylogeny of circum-Mediterranean tree frogs from the Hyla arborea group », Molecular Phylogenetics and Evolution, Amsterdam, Reed Elsevier, no 49,‎ 29 août 2008, p. 1019–1024 (ISSN 1055-7903, DOI doi:10.1016/j.ympev.2008.08.029, lire en ligne [PDF])
4. ↑  Werner, Y. L. (2004): A new species of the Acanthodactylus pardalis group (Reptilia: Lacertidae) from Jordan. - Zoology in the Middle East 32: p. 39-46.
5. 1 2  Moravec, J., Baha El Din, S., Seligmann, H., Sivan, N. & Y. L. Werner (1999): Systematics and distribution of the Acanthodactylus pardalis group (Lacertidae) in Egypt and Israel. - Zoology in the Middle East 17: p. 21-50.
6. ↑  Werner, Y. L. (2006): Retraction of Ptyodactylus Goldfuss from the fauna of Iran and its replacement by a new species of Asaccus Dixon & Anderson (Reptilia: Sauria: Gekkonidae). - Hamadryad 30: p. 135-140.
7. 1 2 3  Werner, Y. L., Sivan, N., Kushnir, V. & U. Motro (1999): A statistical approach to variation in Cerastes (Ophidia: Viperidae) with the description of two endemic subspecies. - In: Joger, U. [ed.]: Phylogeny and Systematics of the Viperidae. Kaupia 8: p. 83-97.
8. ↑  Werner, Y. L., Le Verdier, A., Rosenman, D. & N. Sivan (1991): Systematics and zoogeography of Cerastes (Ophidia: Viperidae) in the Levant: I. Distinguishing Arabian from African Cerastes cerastes. - The Snake 23: p. 90-100.
9. 1 2  Sivan, N. & Y. L. Werner (2003): Revision of the Middle-Eastern dwarf-snakes commonly assigned to Eirenis coronella (Colubridae). - Zoology in the Middle East 28: p. 39-59.
10. ↑  Lachmann, E., Carmely, H. & Y. L. Werner (2006): Subspeciation befogged by the "Seligmann effect": the case of Laudakia stellio (Reptilia: Sauria: Agamidae) in southern Sinai, Egypt. - Journal of Natural History 40 (19-20): p. 1259-1284.
11. ↑  Segoli, M., Cohen, T. & Y. L. Werner (2002): A new lizard of the genus Mesalina from Mt. Sinai, Egypt (Reptilia: Squamata: Sauria: Lacertidae). - Faunistische Abhandlungen 23 (1): p. 157-176.
12. ↑  Werner, Y. L., Babocsay, G., Carmely, H. & M. Thuna (2006): Micrelaps in the southern Levant: variation, sexual dimorphism, and a new species (Serpentes: Atractaspididae). - Zoology in the Middle East 38: p. 29-48.
13. ↑  Werner, Y. L. (1995): Some unusual accidental herpetological finds from Cyprus and Lebanon, including a new Ptyodactylus (Reptilia: Lacertilia: Gekkonidae). - Biologia Gallo-Hellenica 22 ("1994"): p. 67-76.